# Tanjung Pandan
Tanjung Pandan é a principal cidade da ilha de Belitung, na Indonésia, e capital do kabupaten (departamento) de Belitung na província de Bangka-Belitung. Tem 229 ha de área.
Tanjung Pandan tem um museu de geologia.